# Kristianstads pastorat
Kristianstads pastorat är ett pastorat i Villands och Gärds kontrakt i Lunds stift i Kristianstads kommun i Skåne län. 
Pastoratet bildades 2014 genom sammanläggning av pastoraten:
- Kristianstads Heliga Trefaldighets församlings pastorat
- Norra Åsums pastorat

Pastoratet består av följande församlingar:
- Kristianstads Heliga Trefaldighets församling
- Norra Åsums församling

Pastoratskod är 071701